# Auguste Brachet
Pour les articles homonymes, voir Brachet.
Auguste Brachet (né le 29 juillet 1845 à Tours et mort le 31 mai 1898 à Cannes) est un grammairien autodidacte français.

## Biographie
Venu à Paris en 1864 comme employé de la Bibliothèque Nationale, il fait la connaissance de Gaston Paris et obtient de suivre les cours de l'École des Chartes en auditeur libre. En 1869, il obtient un poste de répétiteur à l'École Pratique des Hautes Études, et en 1872 celui de professeur de Littérature allemande à l'École polytechnique. Il traduit en français la « Grammaire des langues romanes » de Friedrich Diez. En l'espace de dix années (de 1865 à 1875), il aura publié une dizaine d'ouvrages de grammaire. Prématurément usé, il meurt de tuberculose.

## Œuvres
- Étude sur Bruneau de Tours, trouvère du XIIIe siècle, Paris et Leipzig 1865
- Du rôle des voyelles latines atones dans les langues romanes, Leipzig 1866
- Grammaire historique de la langue française, Paris 1867, rééd. plusieurs fois jusqu'en 1911 (éd. en anglais de Paget Toynbee, Oxford 1868, 1879 et 1896) [préface d'Émile Littré, 1801-1881]
- Dictionnaire des doublets ou Doubles formes de la langue française, Paris 1868
- Dictionnaire étymologique de la langue française, Paris 1870 (éd. anglaise en 1873) [préface d'Emile Egger, 1813-1885]
- (en coll. avec Gaston Paris et Alfred Morel-Fatio) Friedrich Diez, Grammaire des langues romanes, 3 vol., 3e éd., Paris 1874-1876, Genève et Marseille 1973
- Morceaux choisis des grands écrivains du XVIe siècle, accompagnés d'une grammaire et d'un dictionnaire de la langue du XVIe siècle, Paris 1874
- Nouvelle Grammaire française fondée sur l'histoire de la langue, Paris 1874
- L'Italie qu'on voit et l'Italie qu'on ne voit pas..., Paris 1881
- (en coll. avec J. J. Dussouchet) Cours de grammaire française, fondé sur l'histoire de la langue, théorie et exercices, Paris 1883
- A. Brachet et J. J. Dussouchet. Nouveau Cours de grammaire française, Paris 1887 (manuel scolaire rééd. plusieurs fois jusqu'en 1910)

## Sources
- Ursula Bähler, Gaston Paris et la philologie romane (2004), Genève, pp. 105-242
- Sully Prudhomme (1839–1907) lui a dédié un poème : À Auguste Brachet